# Alexandre Stirn
Pour les articles homonymes, voir Stirn.
Alexandre Armand Adolphe Stirn, né le 3 novembre 1911 à Die (Drôme) et mort le 20 décembre 2000 à Louveciennes (Yvelines), est haut fonctionnaire français, magistrat de la Cour des comptes.

## Biographie

### Jeunesse et études
Alexandre Stirn est le fils de Myrtil Stirn, haut fonctionnaire et préfet. 
Alexandre Stirn est élève du lycée Janson-de-Sailly. Une fois son baccalauréat obtenu, il étudie à la faculté de droit de l'université de Paris, et est en 1932 lauréat en droit avec sa publication La Fonction Exécutive dans le Gouvernement Local en Belgique. Il étudie également à l'École libre des sciences politiques. Il est titulaire d'un doctorat en droit.
Il est marié le 3 janvier 1935 à Geneviève Dreyfus, petite-nièce d'Alfred Dreyfus. Le couple aura six enfants, parmi lesquels Olivier Stirn, ministre délégué, et Bernard Stirn, professeur et conseiller d'État.

### Parcours professionnel
Devenu avocat stagiaire en octobre 1933, il entre en novembre 1933 à l'administration centrale comme attaché au cabinet du ministre de la Santé publique Alexandre Israel. Il devient le 15 février 1935 chargé de mission auprès du président du Conseil Pierre-Étienne Flandin, et en janvier 1936, il est attaché au cabinet de Flandrin, devenu ministre des Affaires étrangères. Le 7 juin 1936, il redevient chargé de mission auprès du président du Conseil Léon Blum.
Il est mobilisé d'août 1939 à juillet 1940. Il s'installe avocat en septembre 1940 pour le temps de la Seconde Guerre mondiale et obtient son doctorat en droit à l'Université de Toulouse en 1941 (thèse : l'Organisation du marché du lait). La persécution des juifs concerne aussi sa famille ; il a fait de la résistance et s'est réfugié à Castelsarrasin.
À la Libération, il devient le 19 septembre 1944 chargé de mission aux Affaires sociales auprès de Jacques Bounin, commissaire du Gouvernement provisoire à Marseille, sa première affectation territoriale. A ce poste, créé par Bounin, il est responsable entre autres « de la répression des faits de collaboration économique  et de l'épuration professionnelle ».
Il sera encore un court instant Directeur adjoint du cabinet du ministre des Travaux publics et des Transports Jules Moch sous de Gaulle avant d'être nommé le 4 janvier 1946 préfet du Lot. Il y favorise le gaullisme et le Rassemblement du peuple français (RPF).
Deux années plus tard, il est nommé le 23 décembre 1947 préfet du Calvados, où il est de 1948 à 1958 le préfet de la reconstruction du Calvados, exception fait d'un mois d'interruption en 1948 pendant lequel il avait été nommé directeur de cabinet du président du conseil André Marie (le gouvernement André Marie n'a duré que du 26 juillet 1948 au 28 août 1948).
En 1958, de Gaulle revenant au pouvoir, il retourne au ministère de l'Intérieur, où il est successivement : directeur du personnel et des affaires politiques à partir du 21 juillet 1958; directeur de cabinet du ministre Émile Pelletier le 25 octobre 1958 ; chargé de mission au cabinet du ministre Jean Berthoin, le 13 janvier 1959 ; et directeur général des affaires politiques et de l'administration du territoire auprès du ministre Pierre Chatenet, le 24 février 1960.
En mai 1960, il retourne à la préfectorale et devient pour 7 ans préfet d'Ille-et-Vilaine, où il est d'abord IGAME de la 5e Région militaire, ensuite à partir de 1961 coordonnateur de la région Bretagne, et à partir de 1964 préfet de la région Bretagne. Il a une heureuse coopération avec la commission de développement économique régional (CODER) de la Bretagne, comparé à d'autres régions françaises.
Le 1er août 1967, il est nommé Préfet de la Haute-Garonne et de la région Midi-Pyrénées jusqu'au 1er février 1970.
En 1970, il intègre la Cour des comptes, en tant que conseiller maître jusqu'à sa retraite le 4 novembre 1980.
En 1973, il est nommé vice-président du conseil d'administration du Centre national de la recherche scientifique (CNRS) pour une période de 5 ans.
Alexandre Stirn épouse à 85 ans en 1996 en secondes noces une jeune dame de compagnie de 35 ans, Kenza Es-Safi. Il meurt en décembre 2000 à l'âge de 89 ans, laissant une fortune de 9 millions de francs à ses héritiers, qui se disputent en justice.

## Récompenses et distinctions

### Décorations
- Grand officier de la Légion d'honneur, élevé à la dignité de grand officier le 14 juillet 1985
  -  Commandeur de la Légion d'honneur, le 30 décembre 1963
  -  Officier de la Légion d'honneur, promu officier le 19 octobre 1956
  -  Chevalier de la Légion d'honneur, le 9 juillet 1949
- Commandeur de l'ordre des Palmes académiques (1980) « pour services rendus à l'enseignement supérieur »[11]
- À Caen, la salle opérationnelle de la préfecture de Caen et un pont sur l'Orne portent son nom[12].